# Tilemann Stella

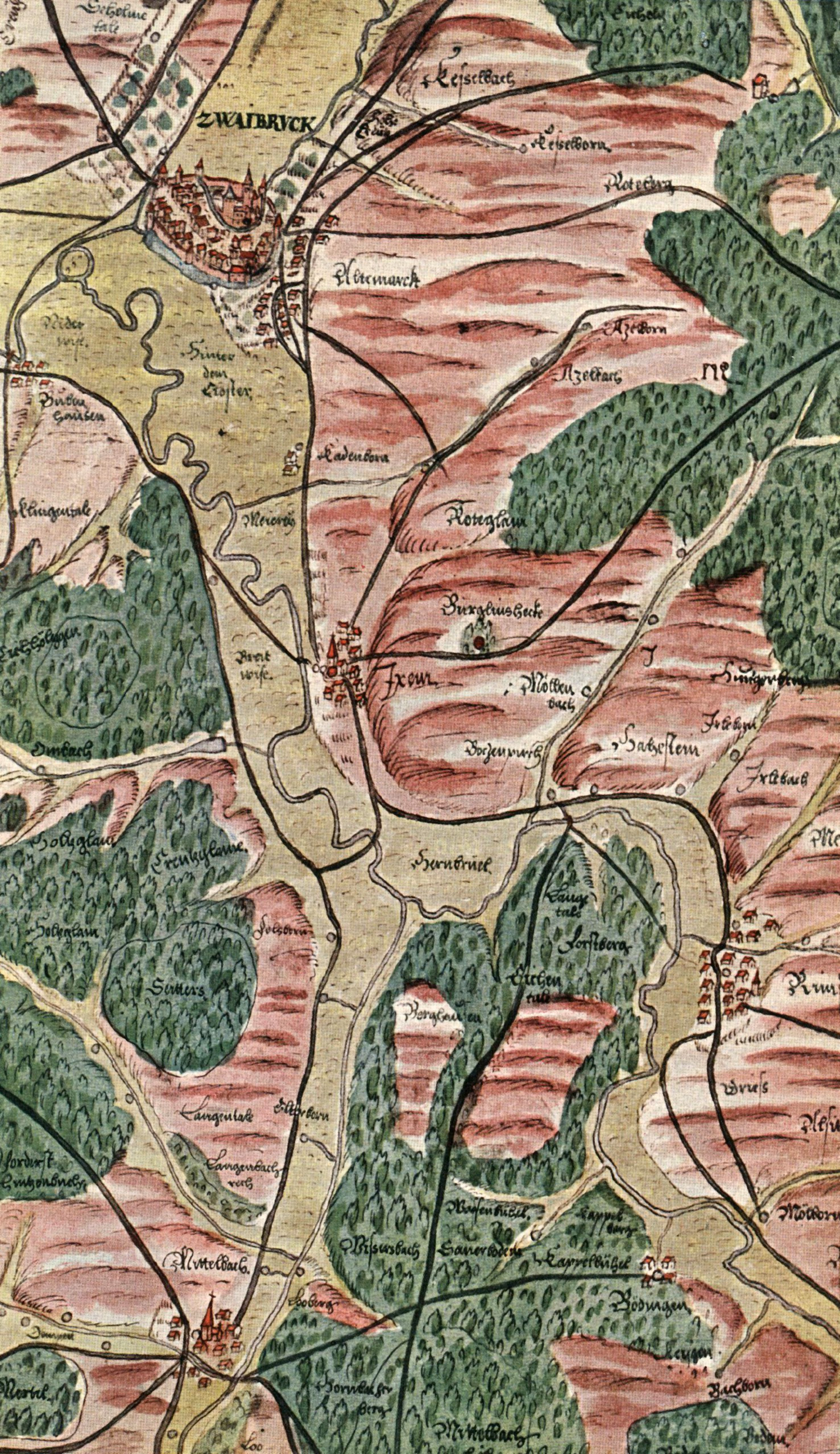
Zweibrückische Landesaufnahme (1564)

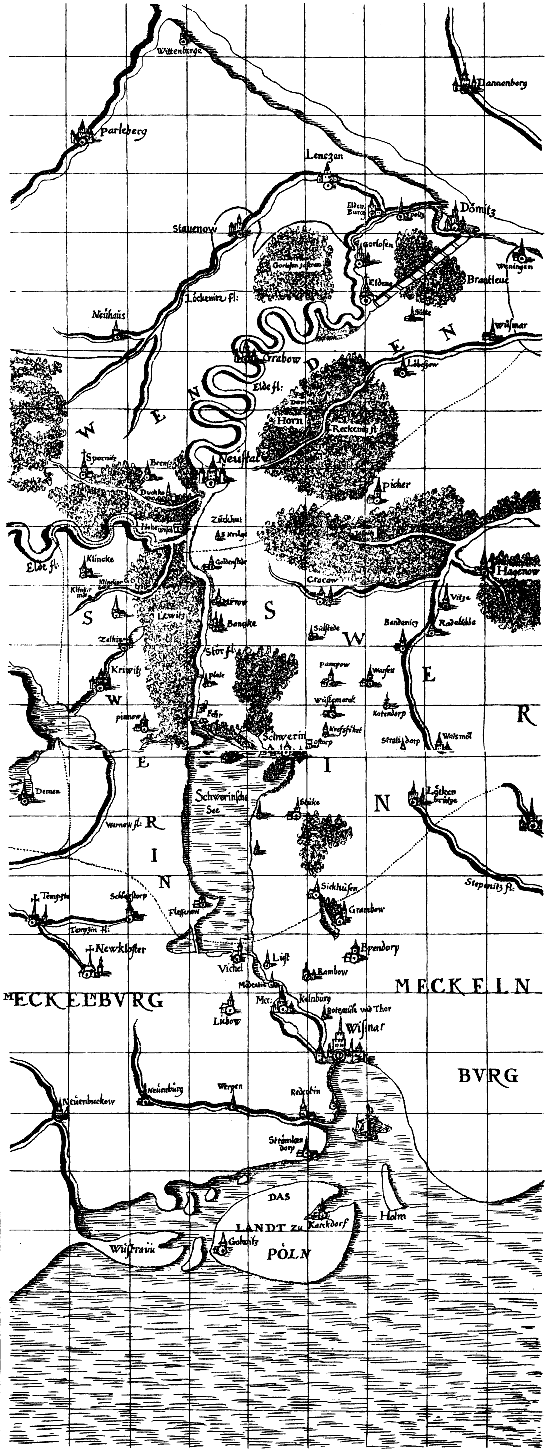
Karte Tilemann Stellas zur geplanten Verbindung von der Elbe bis zur Ostsee von 1576

Tilemann Stella, latinisierte Namensform von Tilemann Stoll, Stolz oder Stoltz (* 15. April 1525 in Siegen, Grafschaft Nassau-Dillenburg; † 18. Februar 1589 in Wittenberg, Kurfürstentum Sachsen) war ein deutscher Gelehrter in der Zeit der Renaissance. Er betätigte sich unter anderem als Bibliothekar, Mathematiker, Geometer, Kartograf und Astronom.

## Leben
Als Sohn eines Schmiedes geboren besuchte Stella bis 1542 das Siegener Pädagogium unter Magister Georg Aemilius, einem Verwandten Luthers und Freund Melanchthons. Er studierte anschließend in Wittenberg, Marburg und Köln und erschloss sich das dort gelehrte Wissenschaftsverständnis.
Ab 1552 stand Tilemann Stella im Dienst des Herzogs Johann Albrecht I. in Mecklenburg. Sein Entwurf einer Karte von Mecklenburg, die 1552 in Rostock gedruckt wurde, ist die älteste Karte über dieses Land. Als Reisebegleiter des Herzogs besuchte Stella 1560 Wien und Ungarn. Beide betrieben dabei eifrig kartographische und Architekturstudien. Stellas Tagebuch dieser Reise mit 60 Kartenskizzen ist im Landeshauptarchiv Schwerin erhalten. Beobachtungen und Erkenntnisse der Reise flossen später in mecklenburgische Festungsbauten des 16. Jahrhunderts ein. Am herzoglichen Hof in Schwerin erhielt Stella 1561 eine Stellung auf Lebenszeit, zunächst für die Verwaltung der wertvollen herzoglichen Bibliothek in Schwerin, jedoch unter der Maßgabe, auch als Mathematiker und Geograf herangezogen zu werden. Kurz nach Johann Albrechts Tod im Jahr 1576 stellte er einen heute als St. Galler Globus bekannten kombinierten Erd- und Himmelsglobus fertig.
Als Kartograf ist Stella vor allem für die 1560 veröffentlichte Übersichtskarte von Deutschland bekannt. Daneben führte er in verschiedenen Staaten Landesaufnahmen durch, so ab 1552 in Mecklenburg, 1557–1560 in der Grafschaft Mansfeld und 1563/64 in den Ämtern Zweibrücken und Kirkel des Fürstentums Pfalz-Zweibrücken. Überliefert sind außerdem zwei Karten des biblischen Palästinas und die Beteiligung an Atlaswerken. Zeit seines Lebens verfolgte er die Vision einer großen, sehr detaillierten und durch umfangreiche Faktensammlungen ergänzten Deutschlandkarte. Naturgemäß überstieg ein solches Großprojekt seine Möglichkeiten und blieb letztendlich unvollendet.
Neben der Kartografie prägte die Anlage von Wasserstraßen das Berufsleben Stellas. 1564–1582 begleitete er als verantwortlicher Ingenieur für etwa zwei Jahrzehnte die Anlage eines Kanals zwischen Elde und Elbe (heute Teil der Müritz-Elde-Wasserstraße zwischen Dömitz und Eldena) und des heutigen Störkanals. Der Tod seines Arbeitgebers, Johann Albrecht I., 1576 und die in der Folgezeit einsetzende Sparpolitik entzog Stella allmählich die wirtschaftliche Existenzgrundlage in Mecklenburg. 1583/84 stand Stella als Bibliothekar und Wasserbaumeister zeitweilig im Dienst des Herzogs Johann I. in Zweibrücken.
Stella verstarb am 18. Februar 1589 während einer Reise in Wittenberg. Stellas privater Nachlass ging mit der Bibliothek in Zweibrücken im Jahr 1677 verloren. Große Teile seines kartographischen Werkes von Mecklenburg, zahlreiche Grenzkarten und dazugehörige Akten verwahrt heute das Landeshauptarchiv Schwerin.

## Werke

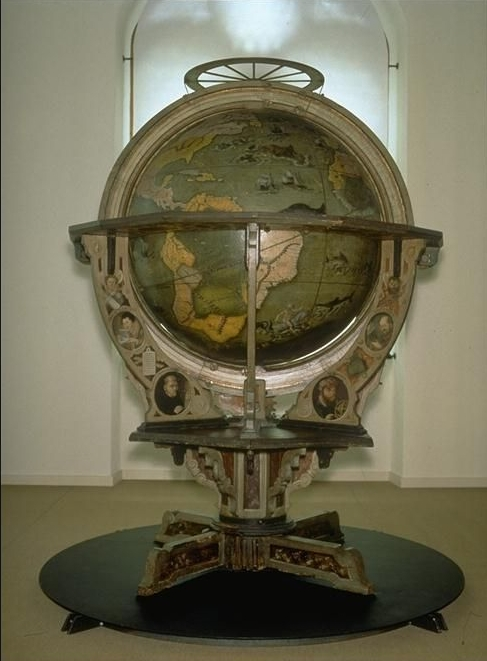
St. Galler Globus im Schweizer Nationalmuseum

- Typus chorographicus celebriorum locorum in regno Iuda et regno Israel; ad lectionum sacrorum librorum, excusa. Johannes Crato, Wittenberg 1552
  - Typus Chorographicus, Celebrium Locorum In Regno Iudae et Israhel; arte factus à Tilemanno Stella Sigenensi; Abrahamus Ortelius in hanc formam minorem redigebat. 1586. Digitalisierte Ausgabe der Biblioteca Nacional de Portugal
  - Iudaeae seu Terrae Israelis Tabula geographica in qua Locorum in Veteri et Novo Testamento celebratißimorum Situs accurate descripti; arte facta à Tilemanno Stella Sigenensi. La Haye: de Hondt, 1741. Digitalisierte Ausgabe der Universitäts- und Landesbibliothek Düsseldorf
- Itinera Israelitarum ex Aegypto loca et insignia miracula diversorum locorum et patefactionum divinarum / Descripta a Tilemanno Stella Sigenensi ut lectio librorum propheticorum sit illustrior. Johannes Crato, Wittenberg 1557
  - Itinera Israelitarum ex Aegypto loca et insignia miracula diversorum locorum et patefactionum divinarum / Descripta a Tilemanno Stella Sigenensi… Bernhard van de Putte, Antwerpen 1559. Digitalisierte Ausgabe der Bibliothèque nationale de France
- Die gemeine Landtaffel des Deutschen Landes. Hans Klimm. Wittenberg 1560
- Kurtzer vnd klarer Bericht vom Gebrauch vnd Nutz der newen Landtaffeln, sampt jren zugeordenten Scheiben oder Circkeln in etliche Capitel verfasset dem günstigen Leser zu gut. Hans Krafft, Wittenberg 1560. Digitalisierte Ausgabe des Münchener Digitalisierungszentrums
- Landesaufnahme der Ämter Zweibrücken und Kirkel, Zweibrücken 1564, ISBN 978-3-922296-52-2.
- Gründliche und warhafftige beschreibung der baider ambter Zweibrücken und Kirckel, wie dieselbigen gelegen 1564. Bearbeiter: Eginhard Scharf. Historischer Verein, Zweibrücken 1993, ISBN 3-924171-15-7.
- Mansfeldiae comitatus descriptio auctore Tilemanno Stella Sig[enensi]. Ortelius, Frans Hogenberg. Antwerpen 1573
  - Mansfeldia Comitatus Auctore Tilemanno Stella Sig[enensi]. G. Blaeu, ca., Amsterdam 1634. Digitalisierte Ausgabe der Universitäts- und Landesbibliothek Düsseldorf
- St. Galler Globus, 1579
- Landesaufnahme des Amtes Lichtenberg durch Johannes Hoffmann 1585–1588 unter Stellas Mitarbeit